# Porto de Paracuru
Porto de Paracuru ou Porto Base da Petrobrás Paracuru é um terminal portuário da costa do Nordeste brasileiro, do tipo o off shore localizado em um acidente geográfico denominado "Praia da Pedra Rachada", local onde foram construídas as obras do terminal portuário, no município de Paracuru situado no litoral oeste do estado do Ceará. 
O porto é de propriedade da Petrobras, servindo de apoio logístico à exploração dos campos dos campos de Atum, Xaréu, Curimã e Espada, todos em águas rasas na Bacia do Ceará.

## Histórico
Construída nos anos 1970 e 1980 pelo DPBP (Distrito de Perfuração da Bacia Potiguar), a base foi a primeira infraestrutura da Petrobras no Ceará voltada ao suporte a plataformas e navios tender antes da inauguração do Porto do Pecém, em 2002. A BAP foi usada inicialmente para abastecer plataformas auto‑eleváveis e sondas como a SM‑4 e NT‑5.
Em 2020, a Petrobras iniciou o desinvestimento dos campos operados na região de Paracuru (Polo Ceará), incluindo os campos de Atum, Xaréu, Curimã e Espada, mas ressaltou que as operações logísticas e produtivas deveriam continuar sem interrupção ou prejuízo nos royalties para o estado do Ceará. Em 2007, foi planejada a construção de um cabo elétrico de 53 km ligando a plataforma de Paracuru ao Complexo Portuário do Pecém, com o objetivo de substituir o uso de gás natural por energia elétrica na unidade offshore.

## Capacidade
O terminal offshore conta com um píer instalado sobre estacas na zona costeira, à distância da linha de costa. O calado do terminal é compatível com embarcações de pequeno a médio porte de apoio offshore usadas nos campos do litoral do Ceará.
O Porto de Paracuru funciona principalmente como base de apoio à produção offshore. Ele não movimenta óleo bruto diretamente em grande escala — a produção inicia nas plataformas marinhas e o petróleo é transferido para navios cisterna como o “Lorena BR”, ou enviado por gasoduto para a Refinaria Lubnor, em Fortaleza.
O terminal apoia navios de apoio offshore, embarcações-tender, lanchas de suprimento e pequenas barcaças usadas no transporte de materiais para plataformas fixas em águas rasas. Esses navios geralmente requerem calados inferiores a 6 m, compatíveis com as condições locais.